# Prosoplus albidus
Prosoplus albidus är en skalbaggsart som beskrevs av Aurivillius 1917. Prosoplus albidus ingår i släktet Prosoplus och familjen långhorningar. Inga underarter finns listade i Catalogue of Life.